# 杭淮
杭淮（1462年—1538年），字東卿，號雙溪，南直隶常州府宜興縣人，民籍。明朝政治人物。

## 生平
弘治八年（1495年）乙卯科應天府乡试舉人，弘治十二年（1499年）中式己未科二甲第五十七名進士，授刑部山西司主事，升广西司员外郎，正德三年（1508年）二月升浙江按察司佥事，不久升本司副使，五年丁父忧归。服阕，復除山东副使、整饬天津兵备，十年七月改任云南督学副使。十六年正月升湖广按察使，嘉靖二年（1523年）三月升山东右布政使，不久升河南左布政使，四年十月升南京太仆寺卿，六年二月升都察院右副都御史、总督南京粮储，七年正月吏部尚书桂萼言其长于文学，短于吏事，令回籍听用。著有《雙溪集》。嘉靖十七年卒，享年七十七。

## 家族
原姓亢，避乱居杭州，遂改姓杭。曾祖杭邦恺。祖父杭徵。父杭倫，號省斋。母王氏，贈太安人，生六子：长子杭濟，官福建右布政使；次子即杭淮。